# Madhupran Wolfgang Schwerk
Madhupran Wolfgang Schwerk est un coureur d'ultrafond, né le 28 juillet 1955 et habitant actuellement à Solingen, Allemagne. Il fut vendeur-détaillant, chanteur d'opéra baryton, fermier, charpentier, et sélectionneur de volaille avant de devenir mari au foyer en 1984. Il est marié à la chanteuse d'opéra Cornelia Berger-Schwerk depuis 1981 et ils ont une fille.
C'est un coureur « multidays » qui possède le record du 3100 milles (3 100 milles = 4 989 km), réalisé au 3100 miles Self-Transcendence (course du Sri Chinmoy Marathon Team). Wolfgang Schwerk a également fini la course de la Trans-Australie en 2001 (4 667 km) et est arrivé troisième dans la course Lisbonne-Moscou en 2003. En 2002, Madhupran Wolfgang Schwerk a impressionné le monde de la course à pied avec une victoire imposante et un record de la distance sur le 3 100 miles en 42 jours, 13 heures, 24 minutes et 03 secondes, soit une moyenne de 117,13 km par jour. Cette performance a également établi 74 nouveaux records de distance, de celui des 1400 milles à celui des 5 000 kilomètres et a permis de réaliser la meilleure performance mondiale de l'année sur le 1000 milles.  
Durant l'été 2006, il a battu son propre record de 2002 au 3 100 miles Self-Transcendence avec 41 jours, 8 heures, 16 minutes et 29 secondes, parcourant en moyenne 120,88 km par jour.
Wolfgang Schwerk a également établi la deuxième performance de tous les temps lors d'une course de 24 heures avec 276,21 km.